# 732
سنة 732 م هي سنة كبيسة بدأت بوم الثلاثاء حسب التقويم اليولياني. تم استخدام العام 732 منذ بدايات العصور الوسطى، عندما أصبح تقويم أنو دوميني عهو السائد في أوروبا لتسمية السنوات.

## أحداث
- 10 أكتوبر - معركة بلاط الشهداء التي وقعت قرب العاصمة الفرنسية باريس.

## وفيات
- جرير سنة 732 م.